# Communauté de communes du Crestois et du Pays de Saillans - Cœur de Drôme
Die Communauté de communes du Crestois et du Pays de Saillans - Cœur de Drôme ist ein französischer Gemeindeverband mit Rechtsform einer Communauté de communes im Département Drôme, dessen Verwaltungssitz sich in dem Ort Aouste-sur-Sye befindet. Der Gemeindeverband besteht aus 15 Gemeinden und zählt 16.118 Einwohner (Stand 2022) auf einer Fläche von 234,20 km², das Gebiet umfasst das mittlere Drôme-Tal. Präsident des Gemeindeverbandes ist Denis Benoit (DVG).

## Geschichte
Die Communauté de communes du Crestois et du Pays de Saillans - Cœur de Drôme entstand zum 1. Januar 2014 aus dem Zusammenschluss folgender Vorgängerverbände und Gemeinden:
- der Communauté de communes du Pays de Saillans, ein 2001 gegründeter Verband von 11 Gemeinden rund um Saillans,
- der Communauté de communes du Crestois, ein 1992 gegründeter Verband von drei Gemeinden aus dem Umland von Crest,
- dem Städtchen Crest selbst, welches 2006 aus der CC du Crestois ausgetreten war.

## Aufgaben
Zu den vorgeschriebenen Kompetenzen gehören die Entwicklung und Förderung wirtschaftlicher Aktivitäten und des Tourismus sowie die Raumplanung auf Basis eines Schéma de Cohérence Territoriale. Der Gemeindeverband bestimmt die Wohnungsbaupolitik und ist in Umweltbelangen für den Wasserwirtschaftsplan im betroffenen Abschnitt der Drôme sowie für die Abwasserentsorgung zuständig. Ferner betreibt er die Müllabfuhr und -entsorgung. Zusätzlich baut und unterhält der Verband Kultur- und Sporteinrichtungen und fördert Veranstaltungen in diesen Bereichen.

## Mitgliedsgemeinden
Folgende 14 Gemeinden gehören der Communauté de communes du Crestois et du Pays de Saillans – Cœur de Drôme an:
| Gemeinde                                                                  | Einwohner 1. Januar 2022 | Fläche km² | Dichte Einw./km² | Code INSEE | Postleitzahl |
| ------------------------------------------------------------------------- | ------------------------ | ---------- | ---------------- | ---------- | ------------ |
| Aouste-sur-Sye                                                            | 2.696                    | 17,98      | 150              | 26011      | 26400        |
| Aubenasson                                                                | 76                       | 6,69       | 11               | 26015      | 26340        |
| Aurel                                                                     | 262                      | 26,26      | 10               | 26019      | 26340        |
| Chastel-Arnaud                                                            | 48                       | 12,65      | 4                | 26080      | 26340        |
| Crest                                                                     | 8.712                    | 23,38      | 373              | 26108      | 26400        |
| Espenel                                                                   | 189                      | 15,06      | 13               | 26122      | 26340        |
| La Chaudière                                                              | 31                       | 12,17      | 3                | 26090      | 26340        |
| Mirabel-et-Blacons                                                        | 1.202                    | 17,48      | 69               | 26183      | 26400        |
| Piégros-la-Clastre                                                        | 883                      | 24,76      | 36               | 26234      | 26400        |
| Rimon-et-Savel                                                            | 22                       | 12,31      | 2                | 26266      | 26340        |
| Saillans                                                                  | 1.459                    | 36,15      | 40               | 26289      | 26340        |
| Saint-Benoit-en-Diois                                                     | 34                       | 11,17      | 3                | 26296      | 26340        |
| Saint-Sauveur-en-Diois                                                    | 54                       | 6,95       | 8                | 26328      | 26340        |
| Vercheny                                                                  | 450                      | 11,19      | 40               | 26368      | 26340        |
| Communauté de communes du Crestois et du Pays de Saillans - Cœur de Drôme | 16.118                   | 234,20     | 69               | –          | –            |